# (100332) 1995 QW11
(100332) 1995 QW11 es un asteroide perteneciente al cinturón de asteroides, descubierto el 20 de agosto de 1995 por el equipo del Spacewatch desde el Observatorio Nacional de Kitt Peak, Arizona, Estados Unidos.

## Designación y nombre
Designado provisionalmente como 1995 QW11.

## Características orbitales
1995 QW11 está situado a una distancia media del Sol de 2,450 ua, pudiendo alejarse hasta 2,794 ua y acercarse hasta 2,105 ua. Su excentricidad es 0,140 y la inclinación orbital 1,496 grados. Emplea 1400 días en completar una órbita alrededor del Sol.

## Características físicas
La magnitud absoluta de 1995 QW11 es 16,7.